# Sygnatura archiwalna
Sygnatura archiwalna – w archiwistyce znak rozpoznawczy przypisany jednostce archiwalnej lub inwentarzowej, który określa jej miejsce w obrębie zespołu (zbioru) i umożliwia jej identyfikację. Także zestaw znaków określających bieżące miejsce przechowywania jednostki archiwalnej lub inwentarzowej. W archiwach zakładowych sygnatura taka zbudowana jest z numeru spisu zdawczo-odbiorczego zarejestrowanego w wykazie spisów i liczby porządkowej, pod którą jednostka archiwalna została umieszczona w tym spisie.